# Carex alligata
Espèce
Classification phylogénétique
Carex alligata est une espèce de plantes du genre Carex et de la famille des Cyperaceae.